# فرنک رونای
فرنک رونای (رومانیایی: Ferenc Rónay; ۲۹ آوریل ۱۹۰۰ – ۶ آوریل ۱۹۶۷) بازیکن و مربی فوتبال اهل رومانی بود.
وی همچنین در تیم ملی فوتبال رومانی بازی کرده‌است.